# Tour della nazionale maschile di rugby a 15 della Francia 1964

## Risultati

### Test match
| Arbitro: | Erdam Strasheim |

|         |      |            |
| Stewart | mt   | Darrouy    |
|         | tr   | Albaladejo |
| Stewart | c.p. | Albaladejo |

### Gli altri incontri
| Salisbury 11 luglio 1964 | Rhodesia | 11 – 34 | Francia XV |  |

| Kimberley 15 luglio 1964 | Griqualand West | 3 – 29 | Francia XV |  |

| Città del Capo 18 luglio 1964 | Western Province | 20 – 11 | Francia XV |  |

| East London 21 luglio 1964 | Border | 6 – 14 | Francia XV |  |

| Johannesburg 29 luglio 1964 | Transvaal | 9 – 21 | Francia XV |  |